# Maxi Biewer
Pour les articles homonymes, voir Biewer.
Maxi Biewer (Berlin, 26 mai 1964) est une actrice et animatrice de télévision allemande.